# غيلا بيند (أريزونا)
غيلا بيند (بالإنجليزية: Gila Bend, Arizona)‏ هي بلدة تقع في مقاطعة ماريكوبا، أريزونا بولاية أريزونا في الولايات المتحدة. تأسست عام 1872، تبلغ مساحتها 59.1 (كم²)، وترتفع عن سطح البحر 224 م، بلغ عدد سكانها 1870 نسمة في عام 2007 حسب إحصاء مكتب تعداد الولايات المتحدة وتصل الكثافة السكانية فيها 34.8 نسمة/كم2.

## التركيبة السكانية
حدّد مكتب تعداد الولايات المتحدة بيانات التركيبة السكانية لغيلا بيند في تعداد الولايات المتحدة. في ما يلي، التركيبة السكانية حسب تعدادي 2000 و2010.

### تعداد عام 2000
بلغ عدد سكان غيلا بيند 1,980 نسمة بحسب تعداد عام 2000، وبلغ عدد الأسر 659 أسرة وعدد العائلات 492 عائلة مقيمة في البلدة. في حين سجلت الكثافة السكانية 11.9 نسمة لكل كيلومتر مربع (30.8/ميل2). وبلغ عدد الوحدات السكنية 766 وحدة بمتوسط كثافة قدره 4.6 لكل كيلومتر مربع (11.9/ميل2).
وتوزع التركيب العرقي للبلدة بنسبة 51.31% من البيض و1.31% من الأمريكيين الأفارقة و10.25% من الأمريكيين الأصليين و0.35% من الأمريكيين ذوي الأصول الآسيوية و32.42% من الأعراق الأخرى و4.34% من عرقين مختلطين أو أكثر و52.63% من الهسبانيون أو اللاتينيون من أي عرق.
بلغ عدد الأسر 659 أسرة كانت نسبة 48.9% منها لديها أطفال تحت سن الثامنة عشر تعيش معهم، وبلغت نسبة الأزواج القاطنين مع بعضهم البعض 52.7% من أصل المجموع الكلي للأسر، ونسبة 14.3% من الأسر كان لديها معيلات من الإناث دون وجود شريك، بينما كانت نسبة 7.7% من الأسر لديها معيلون من الذكور دون وجود شريكة وكانت نسبة 25.3% من غير العائلات. تألفت نسبة 22.2% من أصل جميع الأسر من عدة أفراد يعيشون في نفس المنزل ونسبة 8.6% كانت تتألف من شخص يعيش بمفرده يبلغ من العمر 65 عاماً أو أكثر. وبلغ متوسط حجم الأسرة المعيشية 3.00، أما متوسط حجم العائلات فبلغ 3.51.
بلغ العمر الوسطي للسكان 29.3 عاماً. وكانت نسبة 32.9% من القاطنين تحت سن الثامنة عشر، وكانت نسبة 11.6% بين الثامنة عشر والرابعة والعشرين عاماً، ونسبة 27% كانت واقعةً في الفئة العمرية ما بين الخامسة والعشرين والرابعة والأربعين عاماً، ونسبة 20.1% كانت ما بين الخامسة والأربعين والرابعة والستين، ونسبة 8.4% كانت ضمن فئة الخامسة والستين عاماً فما فوق. يوجد لكل 100 أنثى 105.4 ذكر، ويوجد لكل 100 أنثى في الثامنة عشر من عمرها فما فوق 107.8 ذكر.
بلغ متوسط دخل الأسرة في البلدة 26,895 دولارًا، أما متوسط دخل العائلة فبلغ 30,403 دولارًا. وكان متوسط دخل الذكور 25,284 دولارًا مقابل 20,588 دولارًا للإناث. وسجل دخل الفرد الخاص بالبلدة 10,793 دولارًا. وكانت نسبة 22.2% من العائلات ونسبة 24.8% من السكان تحت خط الفقر، وكان من هؤلاء نسبة 29.4% تحت سن الثامنة عشر ونسبة 23.8% في الخامسة والستين من العمر وما فوق.

### تعداد عام 2010
بلغ عدد سكان غيلا بيند 1,922 نسمة بحسب تعداد عام 2010، وبلغ عدد الأسر 664 أسرة وعدد العائلات 467 عائلة مقيمة في البلدة. في حين سجلت الكثافة السكانية 11.5 نسمة لكل كيلومتر مربع (29.8/ميل2). وبلغ عدد الوحدات السكنية 943 وحدة بمتوسط كثافة قدره 5.7 لكل كيلومتر مربع (14.8/ميل2).
وتوزع التركيب العرقي للبلدة بنسبة 56.09% من البيض و1.66% من الأمريكيين الأفارقة و6.30% من الأمريكيين الأصليين و0.57% من الأمريكيين ذوي الأصول الآسيوية و31.48% من الأعراق الأخرى و3.90% من عرقين مختلطين أو أكثر و65.40% من الهسبانيون أو اللاتينيون من أي عرق.
بلغ عدد الأسر 664 أسرة كانت نسبة 40.8% منها لديها أطفال تحت سن الثامنة عشر تعيش معهم، وبلغت نسبة الأزواج القاطنين مع بعضهم البعض 48.6% من أصل المجموع الكلي للأسر، ونسبة 12.3% من الأسر كان لديها معيلات من الإناث دون وجود شريك، بينما كانت نسبة 9.3% من الأسر لديها معيلون من الذكور دون وجود شريكة وكانت نسبة 29.7% من غير العائلات. تألفت نسبة 23.9% من أصل جميع الأسر من عدة أفراد يعيشون في نفس المنزل ونسبة 9% كانت تتألف من شخص يعيش بمفرده يبلغ من العمر 65 عاماً أو أكثر. وبلغ متوسط حجم الأسرة المعيشية 2.89، أما متوسط حجم العائلات فبلغ 3.48.
بلغ العمر الوسطي للسكان 32.7 عاماً. وكانت نسبة 29.7% من القاطنين تحت سن الثامنة عشر، وكانت نسبة 9.3% بين الثامنة عشر والرابعة والعشرين عاماً، ونسبة 26.4% كانت واقعةً في الفئة العمرية ما بين الخامسة والعشرين والرابعة والأربعين عاماً، ونسبة 24.9% كانت ما بين الخامسة والأربعين والرابعة والستين، ونسبة 9.7% كانت ضمن فئة الخامسة والستين عاماً فما فوق. وتوزع التركيب الجنسي للسكان بنسبة 52.1% ذكور و47.9% إناث.

## وصلات خارجية
- http://www.gilabendaz.org/
- The US50 - Cities and Towns in Arizona State
- Arizona Cities and Towns, Facts, Map, Flag, Colleges, Government, and More